# Anna Firth
Anna Firth (ur. w czerwcu 1966 w Leigh-on-Sea) – brytyjska prawnik (barrister) i polityk, członek Partii Konserwatywnej. W latach 2022–2024 posłanka do Izby Gmin z okręgu Southend West.

## Życiorys
Urodziła się w 1966 roku w Leigh-on-Sea. Ukończyła studia prawnicze na Durham University, następnie pracowała jako barrister.
Była radną dystryktu Sevenoaks w latach 2011-2022.
Dwukrotnie bez powodzenia kandydowała do Izby Gmin, w 2015 w okręgu Erith and Thamesmead a w 2019 roku w okręgu Canterbury.
Została wybrana posłanką do Izby Gmin z ramienia Partii Konserwatywnej w wyborach uzupełniających w okręgu Southend West w lutym 2022, zorganizowanych po tym jak poprzedni poseł, David Amess, został zamordowany. Jako że zamordowany był członkiem Partii Konserwatywnej, Partia Pracy, Liberalni Demokraci ani Zieloni nie wystawili w nich kandydata.
W wyborach parlamentarnych w 2024 nie uzyskała reelekcji.